# Control Denied
I Control Denied sono stati un progetto parallelo avviato da Chuck Schuldiner, cantante e chitarrista dei Death, nel 1995.

## Storia del gruppo
Il progetto prende piede lentamente: Chuck, fin dal 1993, manifesterà più volte le sue intenzioni di fondare una band ispirata chiaramente all'heavy metal più classico, e compone qualcosa nei primi anni novanta, materiale senza pretese che viene accantonato in favore degli album dei Death, sempre usciti con regolarità.
Dichiarerà lui stesso nel 1993: 
Ma nel 1995, dopo l'uscita di Symbolic, il chitarrista di Tampa mette in pausa la band e fonda i Control Denied. Schuldiner, pur tentando inizialmente di persona un approccio vocale melodico, si rivolgerà al cantante Tim Aymar degli Psycho Scream per realizzare le parti vocali del nuovo progetto, che accetterà l'invito. Già prima di Aymar recluta inizialmente B.C. Richards per il basso, Chris Williams alla batteria e Shannon Hamm come chitarrista. Più avanti, subentrerà nella band il batterista Richard Christy, grande fan fin da bambino dei Death e futuro grande amico di Chuck Schuldiner.
L'etichetta Nuclear Blast era disponibile a pubblicare un album dei Control Denied, ma a patto che Schuldiner pubblicasse per loro un altro album dei Death. Essendo stata l'unica casa discografica a prendere in considerazione il progetto di una sua band heavy metal, Chuck accettò le condizioni e rimise in piedi il progetto, mettendo in pausa il rapporto con Tim Aymar.
Dopo il 1998, anno dell'ultimo album in studio dei Death, The Sound of Perseverance, Chuck scioglie di nuovo la band e, in base ai patti con la Nuclear Blast, in poco tempo registra, con Steve DiGiorgio e gli stessi membri dell'ultima fatica targata Death più Tim Aymar alla voce (senza Scott Clendenin, sostituito appunto da DiGiorgio) l'album The Fragile Art of Existence, che esce nel 1999.
Sotto la spinta vocale di Tim Aymar il disco si muove sui binari di un heavy metal molto tecnico che ricorda vagamente i Death di The Sound of Perseverance con l'aggiunta delle linee vocali melodiche, che avvereranno i lontani desideri del chitarrista di Tampa.  Si avvertono anche influenze progressive metal, a causa dei continui e intricati cambi di tempo.
Chuck incominciò a scrivere materiale per un secondo capitolo discografico, When Man and Machine Collide, ma rimase incompleto a causa della sua morte, a seguito della quale si è aperto un lungo contenzioso tra la famiglia di Chuck e Guido Heijnes, il proprietario della Hammerhearth Records (ora fallita). Quest'ultimo ha vinto e, alla fine, ha deciso di includere tali registrazioni inedite della band nella compilation, a nome Chuck Schuldiner, dal titolo Zero Tolerance del 2004, a cui fece seguito la seconda raccolta Zero Tolerance II dello stesso anno.

## Formazione

### Ultima
- Chuck Schuldiner – chitarra (1995-2001) (Death)
- Shannon Hamm – chitarra (1997-2001) (Death) (Metalstorm)
- Tim Aymar – voce (1997-2001) (Psycho Scream, Pharaoh, Vicious Cycle)
- Richard Christy – batteria (1997-2001 (Death, Demons & Wizards, Iced Earth)
- Steve DiGiorgio – basso (1999-2001) (Testament, Sebastian Bach & Friends, Death, Autopsy, Iced Earth, James Murphy, Sadus, Dragonlord)

### Ex componenti
- Brian Benson – voce (1995)
- B.C. Richards – basso (1996-1997)
- Chris Williams – batteria (1996-1997)
- Scott Clendenin – basso (1997-1999)

## Discografia

### Album in studio
- 1998 - The Fragile Art of Existence

### Raccolte
- 2004 - Zero Tolerance
- 2004 - Zero Tolerance II